# Francesco Matrone
Francesco Matrone, soprannominato  "la Belva" (Scafati, 15 luglio 1947 – Milano, 1º ottobre 2023), è stato un mafioso italiano, elemento di spicco della camorra, nonché fondatore del Clan Matrone.

## Storia
Matrone era sulla lista dei latitanti di massima pericolosità fino al suo arresto avvenuto il 17 agosto 2012 ad Acerno, avendo ricevuto due ergastoli per un duplice omicidio. Le Forze dell'Ordine hanno tratto in arresto un gommista di Scafati, tale Pasquale Matrone, cugino del boss, e un operaio idraulico forestale di Acerno il quale, secondo gli investigatori, avrebbe pianificato e protetto gli incontri tra il superboss e la sua famiglia, i quali avvenivano nell'officina di Pasquale Matrone, sita in Poggiomarino.
A capo del Clan Matrone e considerato uno dei più sanguinari boss della camorra, agli inizi degli anni '80 si associò, insieme al boss scafatese Pasquale Loreto - a capo del clan omonimo - alla diarchia Alfieri-Galasso, entrambi membri del gotha della Nuova Famiglia, per combattere la NCO di Raffaele Cutolo. Il clan Matrone è considerato in declino, soprattutto rispetto agli anni '90 e agli anni 2000, quando era predominante in Scafati e dintorni.
Condannato a due ergastoli da scontare nella Casa di Reclusione di Opera al 41-bis, a fine agosto 2023 viene ricoverato all'Ospedale San Paolo di Milano, dove muore domenica 1º ottobre. Nei giorni successivi è stato sepolto nel cimitero di Scafati.